# Activitat de les seleccions esportives catalanes - 2007
De l'activitat de les seleccions esportives catalanes de l'any 2007 sobresurt la selecció femenina d'hoquei sobre patins, que va guanyar la Golden Cup i va quedar subcampiona a la Copa Amèrica i la selecció masculina, que va obtenir el subcampionat a la Copa Amèrica, a més del tercer lloc a la Golden Cup.
La selecció catalana de raquetbol va debutar de manera oficial participant en el Campionat d'Europa, després d'haver-ho fet de manera provisional al Campionat del Món 2006. La selecció masculina va aconseguir la tercera posició i la femenina, la quarta; destaca també el campionat d'Europa obtingut per Víctor Montserrat.
La selecció catalana de futbol sala masculina va participar per primera vegada al Campionat del Món aconseguint la tretzena posició. Mesos abans també va participar en la Copa del Món, on es va enfrontar a una selecció espanyola, fet que va provocar diverses reaccions polítiques.
La selecció catalana de corfbol va assolir la novena posició al Campionat del Món disputat a Brno.
L'any 2007 destaca pel reconeixement oficial de la Federació Catalana de Bitlles i Bowling, essent la primera federació catalana d'un esport reconegut pel COI que és membre d'una Federació Internacional on també hi ha una federació espanyola. La reacció espanyola va suposar recórrer a diverses instàncies per aconseguir que es revoqués aquesta decisió, arribant fins al Tribunal d'Arbitratge de l'Esport, que el 2008 va reconèixer el dret de la Federació Catalana de ser-ne membre al costat d'una federació espanyola.
El mes d'agost també va ser reconeguda l'Associació Fistball Catalunya per part de la International Fistball Association.
La Plataforma Pro Seleccions Esportives Catalanes va organitzar la segona edició del Dia de les seleccions catalanes, el mes de juny a Reus, i va concedir el tercer Premi President Companys a Joan Ricart, president de la Federació Catalana de Bitlles i Bowling pel reconeixement internacional d'aquesta federació.
Resultats de les seleccions catalanes absolutes durant l'any 2007:
| Gener 2007 |         |         |       |           |        |       |         |               |
| 17         | Handbol | Amistós | Berga | Catalunya | Brasil | 29-30 | Masculí | [ 22 ] [ 23 ] |

| Març 2007 |               |         |           |           |        |       |         |               |
| 2         | Handbol       | Amistós | Ascó      | Catalunya | Brasil | 18-28 | Femení  | [ 24 ] [ 25 ] |
| 4         | Handbol       | Amistós | Lleida    | Catalunya | Brasil | 16-26 | Femení  | [ 26 ] [ 27 ] |
| 11        | Hoquei patins | Amistós | Sentmenat | Catalunya | Xile   | 2-0   | Masculí | [ 28 ] [ 29 ] |

| Abril 2007 |              |         |                    |           |           |     |         |               |
| 19         | Tennis taula | Amistós | Platja d'Aro       | Catalunya | Dinamarca | 2-3 | Masculí | [ 30 ] [ 31 ] |
| 29         | Futbol sala  | Amistós | Sta.Coloma Queralt | Catalunya | França    | 3-4 | Masculí |               |

| Maig 2007 |               |              |                  |           |              |      |         |              |
| 1         | Futbol sala   | Amistós      | Móra la Nova     | Catalunya | França       | 5-3  | Masculí |              |
| 19        | Hoq. patins   | Copa Amèrica | Santiago de Xile | Catalunya | Colòmbia     | 6-0  | Femení  | [ 33 ]       |
| 19        | Hoquei patins | Copa Amèrica | Santiago de Xile | Brasil    | Catalunya    | 1-3  | Femení  |              |
| 20        | Hoquei patins | Copa Amèrica | Santiago de Xile | Xile      | Catalunya    | 1-2  | Femení  | [ 34 ]       |
| 20        | Hoquei patins | Copa Amèrica | Santiago de Xile | Catalunya | Estats Units | 9-2  | Femení  | [ 35 ]       |
| 21        | Hoquei patins | Copa Amèrica | Santiago de Xile | Catalunya | Estats Units | 9-0  | Femení  | [ 36 ]       |
| 21        | Hoquei patins | Copa Amèrica | Santiago de Xile | Catalunya | Xile         | 4-5  | Femení  | [ 2 ] [ 37 ] |
| 30        | Hoquei patins | Golden Cup   | Blanes           | Catalunya | Xile         | 3-4  | Masculí | [ 38 ]       |
| 31        | Hoquei patins | Golden Cup   | Blanes           | Catalunya | Colòmbia     | 11-1 | Masculí | [ 39 ]       |

| Juny 2007 |                 |                  |                    |                |                 |       |         |                      |
| 1         | Hoquei patins   | Golden Cup       | Blanes             | Catalunya      | França          | 3-3   | Femení  | [ 40 ]               |
| 1         | Hoquei patins   | Golden Cup       | Blanes             | Blanes HCF     | Catalunya       | 1-2   | Masculí | [ 41 ]               |
| 2         | Hoquei patins   | Golden Cup       | Blanes             | Catalunya      | Itàlia          | 13-2  | Femení  | [ 42 ]               |
| 2         | Hoquei patins   | Golden Cup       | Blanes             | Catalunya      | Sel. Mundial    | 3-7   | Masculí | [ 43 ]               |
| 3         | Hoquei patins   | Golden Cup       | Blanes             | Catalunya      | Xile            | 6-1   | Femení  | [ 44 ]               |
| 3         | Hoquei patins   | Golden Cup       | Blanes             | Catalunya      | França          | 5-1   | Masculí | [ 45 ]               |
| 9         | Tennis taula    | Amistós          | Reus               | Catalunya      | País Basc       | 3-0   | Masculí | [ 46 ]               |
| 9         | Corfbol         | Amistós          | Reus               | Catalunya      | Bèlgica         | 15-14 | Mixt    | [ 46 ]               |
| 9         | Hoquei patins   | Triang. Amistós  | Reus               | Catalunya      | Colòmbia        | 4-0   | Masculí | [ 17 ]               |
| 9         | Hoquei patins   | Triang. Amistós  | Reus               | Catalunya      | Brasil          | 3-1   | Masculí | [ 17 ] [ 47 ]        |
| 9         | Voleibol platja | Amistós          | Barcelona          | Catalunya      | Bulgària        | 2-0   | Femení  |                      |
| 9         | Voleibol platja | Amistós          | Barcelona          | Catalunya      | Bulgària        | 2-0   | Masculí |                      |
| 10        | Futbol sala     | Amistós          | Reus               | Catalunya      | Itàlia          | 3-1   | Masculí | [ 46 ] [ 48 ]        |
| 11        | Futbol sala     | Copa del Món     | Iakutsk (Rússia)   | Catalunya      | Espanya         | 5-3   | Masculí | [ 49 ] [ 50 ] [ 51 ] |
| 12        | Futbol sala     | Copa del Món     | Iakutsk (Rússia)   | Argentina      | Catalunya       | 4-2   | Masculí | [ 52 ]               |
| 16        | Futbol sala     | Copa del Món     | Mirni (Rússia)     | Paraguai       | Catalunya       | 8-0   | Masculí | [ 53 ]               |
| 16        | Rugbi           | Amistós          | Grussan (França)   | França Militar | Catalunya       | 5-39  | Femení  | [ 54 ]               |
| 17        | Futbol sala     | Copa del Món     | Neriungri (Rússia) | Catalunya      | Israel          | 7-5   | Masculí | [ 55 ]               |
| 17        | Twirling baton  | Amistós          | Lodeva (França)    | França         | Catalunya       | CAT   | M. / F. |                      |
| 30-1      | Taekwondo       | Camp. del Món TA | Birmingham (Ang)   | Catalunya      | Div. seleccions |       | M. / F. | [ 56 ]               |

| Juliol 2007 |                |                    |                        |           |                 |       |         |        |
| 6-8         | Twirling baton | Campionat d'Europa | 's-Hertogenbosch (Ned) | Catalunya | (15 seleccions) | 5ns   | M. / F. | [ 59 ] |
| 7           | Handbol        | Amistós            | Cerdanyola del Vallès  | Catalunya | Angola          | 21-36 | Femení  | [ 60 ] |
| 8           | Handbol        | Amistós            | Sant Esteve Sesrovires | Catalunya | Angola          | 13-47 | Femení  | [ 61 ] |
| 29          | Raquetbol      | Campionat d'Europa | Brembate (Itàlia)      | Alemanya  | Catalunya       | 2-1   | Femení  |        |
| 29          | Raquetbol      | Campionat d'Europa | Brembate (Itàlia)      | Catalunya | Bèlgica         | 3-0   | Masculí |        |
| 30          | Raquetbol      | Campionat d'Europa | Brembate (Itàlia)      | Irlanda   | Catalunya       | 3-0   | Masculí |        |
| 30          | Raquetbol      | Campionat d'Europa | Brembate (Itàlia)      | Irlanda   | Catalunya       | 3-0   | Femení  |        |
| 30          | Raquetbol      | Campionat d'Europa | Brembate (Itàlia)      | Alemanya  | Catalunya       | 2-1   | Masculí |        |
| 31          | Raquetbol      | Campionat d'Europa | Brembate (Itàlia)      | França    | Catalunya       | 2-1   | Femení  |        |
| 31          | Raquetbol      | Campionat d'Europa | Brembate (Itàlia)      | Catalunya | Països Baixos   | 2-1   | Masculí | [ 6 ]  |

| Setembre 2007 |                |                       |                      |                     |              |       |         |        |
| 1             | Futbol sala    | Campionat del Món     | Maipú (Argentina)    | Catalunya           | Equador      | 2-5   | Masculí | [ 62 ] |
| 2             | Futbol sala    | Campionat del Món     | Maipú (Argentina)    | Catalunya           | Xile         | 7-7   | Masculí | [ 63 ] |
| 3             | Futbol sala    | Campionat del Món     | Lujan de Cuyo (Arg.) | Paraguai            | Catalunya    | 6-1   | Masculí | [ 64 ] |
| 4             | Rugbi          | Torneig de Montpeller | Pesillà de la Ribera | Catalunya           | Cambridge    | 33-12 | Masculí |        |
| 7             | Rugbi          | Torneig de Montpeller | Argelers             | Llenguadoc-Rosselló | Catalunya    | 30-20 | Masculí |        |
| 11            | Rugbi          | Torneig de Montpeller | Nimes (França)       | Romania B           | Catalunya    | 71-10 | Masculí |        |
| 14            | Rugbi          | Torneig de Montpeller | Montpeller (França)  | Irlanda B           | Catalunya    |       | Masculí |        |
| 15            | Fut. australià | Campionat d'Europa    | Hamburg (Alemanya)   | Finlàndia           | Catalunya    | 72-54 | Masculí | [ 65 ] |
| 15            | Fut. australià | Campionat d'Europa    | Hamburg (Alemanya)   | Catalunya           | EU Crusaders | 68-14 | Masculí | [ 66 ] |
| 15            | Fut. australià | Campionat d'Europa    | Hamburg (Alemanya)   | Catalunya           | Àustria      | 50-29 | Masculí | [ 67 ] |
| 15            | Fut. australià | Campionat d'Europa    | Hamburg (Alemanya)   | Alemanya            | Catalunya    | 39-38 | Masculí | [ 68 ] |
| 15            | Fut. australià | Campionat d'Europa    | Hamburg (Alemanya)   | Rep. Txeca          | Catalunya    | 81-44 | Masculí | [ 69 ] |
| 15            | Fut. australià | Campionat d'Europa    | Hamburg (Alemanya)   | França              | Catalunya    | 58-50 | Masculí | [ 70 ] |

| Octubre 2007 |                |                    |                 |              |               |         |         |               |
| 12           | Futbol sala    | Amistós            | Girona          | Catalunya    | Estats Units  | 7-1     | Masculí | [ 71 ]        |
| 14           | Futbol sala    | Amistós            | Cornellà        | Catalunya    | Estats Units  | 5-1     | Masculí | [ 72 ]        |
| 20           | Pitch and putt | Campionat d'Europa | Chia (Itàlia)   | Catalunya    | Andorra       | 9-0     | Masculí | [ 73 ]        |
| 20           | Pitch and putt | Campionat d'Europa | Chia (Itàlia)   | Catalunya    | Països Baixos | 7-2     | Masculí | [ 73 ]        |
| 21           | Pitch and putt | Campionat d'Europa | Chia (Itàlia)   | Irlanda      | Catalunya     | 6,5-2,5 | Masculí | [ 74 ]        |
| 29           | Hoq. patins    | Copa Amèrica       | Recife (Brasil) | Argentina    | Catalunya     | 3-6     | Masculí | [ 75 ] [ 76 ] |
| 30           | Hoquei patins  | Copa Amèrica       | Recife (Brasil) | Catalunya    | Sud-àfrica    | 10-1    | Masculí | [ 77 ] [ 78 ] |
| 30           | Hoquei patins  | Copa Amèrica       | Recife (Brasil) | Catalunya    | Colòmbia      | 11-0    | Masculí | [ 79 ] [ 80 ] |
| 31           | Hoquei patins  | Copa Amèrica       | Recife (Brasil) | Estats Units | Catalunya     | 0-13    | Masculí | [ 81 ] [ 82 ] |

| Novembre 2007 |                |                   |                        |               |               |         |         |                                 |
| 1             | Hoq. patins    | Copa Amèrica      | Recife (Brasil)        | Xile          | Catalunya     | 1-5     | Masculí | [ 83 ]                          |
| 1             | Hoquei patins  | Copa Amèrica      | Recife (Brasil)        | Brasil        | Catalunya     | 0-3     | Masculí | [ 84 ] [ 85 ]                   |
| 1             | Corfbol        | Campionat del Món | Brno (República Txeca) | Països Baixos | Catalunya     | 29-11   | Mixt    | [ 86 ] [ 87 ]                   |
| 2             | Corfbol        | Campionat del Món | Brno (República Txeca) | Catalunya     | Xina          | 23-11   | Mixt    | [ 88 ] [ 89 ]                   |
| 2             | Hoquei patins  | Copa Amèrica      | Recife (Brasil)        | Catalunya     | Xile          | 2-1     | Masculí | [ 90 ] [ 91 ]                   |
| 3             | Halterofília   | Ciutat de Girona  | Girona                 | Catalunya     | Itàlia        | CAT     | Masculí | [ 93 ]                          |
| 3             | Corfbol        | Campionat del Món | Brno (República Txeca) | Portugal      | Catalunya     | 17-10   | Mixt    | [ 94 ] [ 95 ]                   |
| 3             | Hoquei patins  | Copa Amèrica      | Recife (Brasil)        | Catalunya     | Argentina     | 2-4     | Masculí | [ 4 ] [ 96 ]                    |
| 5             | Corfbol        | Campionat del Món | Brno (República Txeca) | Catalunya     | Estats Units  | 14-1    | Mixt    | [ 97 ] [ 98 ]                   |
| 6             | Corfbol        | Campionat del Món | Brno (República Txeca) | Catalunya     | Alemanya      | 13-11   | Mixt    | [ 99 ] [ 100 ]                  |
| 7             | Corfbol        | Campionat del Món | Brno (República Txeca) | Catalunya     | Índia         | 12-10   | Mixt    | [ 101 ] [ 102 ]                 |
| 9             | Corfbol        | Campionat del Món | Brno (República Txeca) | Catalunya     | Hongria       | 13-12   | Mixt    | [ 10 ]                          |
| 9             | Handbol        | Torneig amistós   | Cabinda (Angola)       | Congo         | Catalunya     | 24-23   | Femení  | [ 103 ] [ 104 ] [ 105 ] [ 106 ] |
| 10            | Handbol        | Torneig amistós   | Cabinda (Angola)       | Angola        | Catalunya     | 25-12   | Femení  | [ 61 ]                          |
| 11            | Handbol        | Torneig amistós   | Cabinda (Angola)       | Angola B      | Catalunya     | 15-12   | Femení  | [ 61 ]                          |
| 15            | Futbol sala    | Preeuropeu        | Nova Ruda (Polònia)    | Polònia       | Catalunya     | 2-5     | Masculí | [ 107 ] [ 108 ] [ 109 ]         |
| 16            | Futbol sala    | Preeuropeu        | Nova Ruda (Polònia)    | Santa Helena  | Catalunya     | 3-7     | Masculí | [ 110 ]                         |
| 17            | Futbol sala    | Preeuropeu        | Nova Ruda (Polònia)    | Belarús       | Catalunya     | 3-3     | Masculí | [ 111 ]                         |
| 24            | Pitch and putt | Amistós           | Cervelló               | Catalunya     | Andorra       | 9-3     | Mixt    | [ 112 ] [ 113 ] [ 114 ]         |
| 27            | Escacs         | Torneig amistós   | Caldes de Malavella    | Catalunya     | País Basc     | 2,5-1,5 | Masculí | [ 115 ] [ 116 ]                 |
| 27            | Escacs         | Torneig amistós   | Caldes de Malavella    | Catalunya     | Ossètia S.    | 1-3     | Femení  | [ 117 ]                         |
| 28            | Escacs         | Torneig amistós   | Caldes de Malavella    | Catalunya     | Portugal      | 3-1     | Masculí |                                 |
| 28            | Escacs         | Torneig amistós   | Caldes de Malavella    | Catalunya     | País Valencià | 3-1     | Femení  |                                 |
| 29            | Escacs         | Torneig amistós   | Caldes de Malavella    | Catalunya     | Escòcia       | 3-1     | Masculí |                                 |

| Desembre 2007 |                      |                 |                      |              |                                |                   |         |                         |
| 15            | Gimnàstica artística | Triang. amistós | Vic                  |              | Catalunya · Ucraïna · Alemanya | 157,1 154,9 154,5 | Femení  | [ 118 ] [ 119 ] [ 120 ] |
| 27            | Futbol               | Amistós         | Vigo (Galícia)       | Galícia      | Catalunya                      | 1-6               | Femení  | [ 121 ]                 |
| 28            | Handbol              | Amistós         | Fornells de la Selva | Catalunya    | Canadà                         | 40-12             | Femení  | [ 122 ] [ 123 ]         |
| 29            | Hoquei patins        | Amistós         | Barcelona            | Catalunya    | Selecció mundial               | 2-2               | Femení  | [ 124 ]                 |
| 29            | Hoquei patins        | Amistós         | Barcelona            | Catalunya    | Selecció mundial               | 5-5               | Masculí | [ 125 ]                 |
| 29            | Futbol               | Amistós         | Bilbao (País Basc)   | Euskalherria | Catalunya                      | 1-1               | Masculí |                         |

- En negreta els esports on les seleccions catalanes estan reconegudes oficialment.
- En negreta els campionats del món i continentals oficials.
- En negreta cursiva altres competicions oficials.